# Megacyllene lanei
Megacyllene lanei là một loài bọ cánh cứng trong họ Cerambycidae.